# 欧瑟伯·奥斯卡·沙伊德
歐瑟伯·奧斯卡·沙伊德（葡萄牙語：Eusébio Oscar Scheid；1932年12月8日—2021年1月13日）是巴西籍天主教司鐸級樞機、聖心司鐸會會士及里約熱內盧的聖巴斯弟盎總教區榮休總主教。

## 生平
沙伊德於1932年12月8日在巴西南部聖卡塔琳娜州市鎮邦雷蒂魯出生。他於1960年7月3日在聖心司鐸會晉鐸。
他於1981年5月1日晉牧，並獲教宗若望保祿二世任命為聖若澤杜斯坎普斯教區主教。他於1991年至2001年期間出任弗洛里亞諾波利斯總教區總主教，2001年7月25日轉任里約熱內盧的聖巴斯弟盎總教區總主教。
若望保祿二世於2003年10月21日將他擢升為司鐸級樞機。他曾參與2005年教宗選舉秘密會議，當時選出的是教宗本篤十六世。他於2009年2月27日榮休，奧拉尼·若望·坦佩斯塔接任里約熱內盧的聖巴斯弟盎總教區總主教。

## 牧徽

欧瑟伯·奥斯卡·沙伊德枢机牧徽